# Maranayakanahalli, Holenarsipur
Maranayakanahalli là một làng thuộc tehsil Holenarsipur, huyện Hassan, bang Karnataka, Ấn Độ.